# シャシニュー
シャシニュー（仏: Chassignieu）は、フランスのオーヴェルニュ＝ローヌ＝アルプ地域圏、イゼール県に属するコミューン。

## 地理
県都グルノーブルから北に40kmほどいった、県北部の田園地帯にある散居村。北東でル・パサージュと、東でヴァランコーニュと、南西でヴィリューと、北西でシェリューとそれぞれ接する。県道73号が北東から南西にかけて通る。

## 行政
- 首長 - フィリップ・ボワイエ（Philippe Boyer）

議会は首長もふくめて11人で構成される。

## 人口の推移[1]
| 1962年 | 1968年 | 1975年 | 1982年 | 1990年 | 1999年 | 2007年 |
| ------ | ------ | ------ | ------ | ------ | ------ | ------ |
| 226    | 239    | 198    | 190    | 188    | 192    | 201    |

## 観光スポット
- 15世紀に築かれたベルガルド城塞